# Johan Kriek
Johan Kriek (* 5. April 1958 in Pongola) ist ein ehemaliger südafrikanischer Tennisspieler, der 1982 die US-amerikanische Staatsbürgerschaft annahm. Bereits in den Jahren zuvor war er unter der US-amerikanischen Flagge angetreten.

## Karriere
Im Jahr 1978  erreichte Johan Kriek zum ersten Mal das Finale eines professionellen Turniers. Im Finale von Hartford musste er sich John McEnroe geschlagen geben. Im Folgejahr gelang ihm in Sarasota der ersten Turniersieg im Einzel, als er Rick Meyer bezwang. 1980 folgte der erste Doppeltitel an der Seite von Fritz Buehning in Richmond.
Im Jahr 1980 erreichte Johan Kriek zum ersten Mal das Halbfinale der US Open, in dem er gegen den Schweden Björn Borg ausschied.
Bei den Australian Open konnte er 1982 innerhalb eines Kalenderjahres zweimal den Titel für sich entscheiden. Im Januar gewann er die Australian Open 1981, im Dezember die Australian Open 1982. Beide Male war Steve Denton sein Finalgegner. Dies blieben im Laufe seiner Karriere seine einzigen Titel bei Grand-Slam-Turnieren. Zwischen den beiden Titel entschied er zudem die Titel von Memphis und Carlsbad für sich. Mit vier Titeln und einer weiteren Finalteilnahme im Einzel sowie zwei Titeln im Doppel war dieses Jahr eines der erfolgreichsten Jahre seiner Karriere.
Im folgenden Jahr gewann er in Tampa gegen Bob Lutz, in Bristol gegen Tom Gullikson und in Johannesburg gegen Colin Dowdeswell jeweils den Einzeltitel. In Forest Hills besiegte er mit seinem Partner Tracy Delatte das Doppel Kevin Curren und Steve Denton. 
Im Juni 1985 verlor Kriek das Finale im Londoner Queen’s Club gegen den jungen Boris Becker, was gleichzeitig der erste Turniererfolg des Deutschen war. Kriek lobte seinen Gegner und sagte einen Wimbledon-Sieg von Becker voraus, wenn dieser das Niveau beibehalten sollte. Drei Wochen später gewann Becker das Turnier in Wimbledon.
Im Jahr 1987 gewann Kriek mit einem Sieg über Christian Saceanu in Livingston seinen letzten Einzeltitel. 1988 folgten seine letzten Doppeltitel auf professioneller Ebene. In Philadelphia gewann er an der Seite von Kelly Evernden; in Tokio siegte er mit seinem Doppelpartner John Fitzgerald. Er gewann in seiner Karriere 14 Einzeltitel und konnte acht Doppelkonkurrenzen für sich entscheiden.
Im Doppel bestritt er 1999 an der Seite von Robert Seguso sein letztes Turnier; er schied in der ersten Runde von Delray Beach aus.

## Persönliches
Johan Kriek wuchs in der Nähe der Stadt Pongola auf einer Zuckerplantage auf. Von seinen Eltern wurde er an den Tennissport herangeführt. Nachdem er von einem Talentscout gesichtet wurde, erhielt er ein Stipendium für eine Schule in Pretoria, wo er von Ian Cunningham trainiert wurde. Im Alter von 15 Jahren folgte er seinem Trainer nach Europa, als dieser eine Stelle in Österreich annahm. Er nahm 1982 die US-amerikanische Staatsbürgerschaft an.
Im Jahr 2005 gründete er die in Johannesburg ansässige Non-Profit-Organisation Global Water Foundation, die für die Bereitstellung von sauberem Trinkwasser in bedürftigen Regionen eintritt. Gemeinsam mit seiner Frau Daga Mrozek Kriek betreibt er in Charlotte eine Tennisakademie. Das Paar hat einen Sohn und eine Tochter.

## Erfolge
| Legende                      |
| Grand Slam (2)               |
| Masters Grand Prix           |
| Grand Prix Super Series      |
| Grand Prix World Series (20) |
| ATP Challenger Tour          |

| ATP-Titel nach Belag |
| Hartplatz (8)        |
| Sand (2)             |
| Rasen (4)            |
| Teppich (8)          |

### Einzel

#### Turniersiege

##### ATP Tour
| Nr. | Jahr              | Turnier             | Belag       | Finalgegner       | Ergebnis                |
| --- | ----------------- | ------------------- | ----------- | ----------------- | ----------------------- |
| 1.  | 18. Februar 1979  | Sarasota            | Teppich (i) | Rick Meyer        | 7:6, 6:2                |
| 2.  | 25. Januar 1981   | Monterrey           | Teppich (i) | Vitas Gerulaitis  | 7:6, 3:6, 7:6           |
| 3.  | 12. Juli 1981     | Newport             | Teppich (i) | Hank Pfister      | 3:6, 6:3, 7:5           |
| 4.  | 3. Januar 1982    | Australian Open (1) | Rasen       | Steve Denton      | 6:2, 7:6, 6:7, 6:4      |
| 5.  | 14. Februar 1982  | Memphis             | Teppich (i) | John McEnroe      | 6:3, 3:6, 6:4           |
| 6.  | 15. August 1982   | Carlsbad            | Hartplatz   | Roscoe Tanner     | 6:0, 4:6, 6:0, 6:4      |
| 7.  | 11. Dezember 1982 | Australian Open (2) | Rasen       | Steve Denton      | 6:3, 6:3, 6:2           |
| 8.  | 1. Mai 1983       | Tampa               | Teppich (i) | Bob Lutz          | 6:2, 6:4                |
| 9.  | 19. Juni 1983     | Bristol (1)         | Rasen       | Tom Gullikson     | 7:6, 7:5                |
| 10. | 27. November 1983 | Johannesburg        | Hartplatz   | Colin Dowdeswell  | 6:4, 4:6, 1:6, 7:5, 6:3 |
| 11. | 24. Juni 1984     | Bristol (2)         | Rasen       | Brian Teacher     | 6:7, 7:6, 6:4           |
| 12. | 5. August 1984    | Livingston (1)      | Hartplatz   | Michael Westphal  | 6:2, 6:4                |
| 13. | 5. Mai 1985       | Las Vegas           | Hartplatz   | Jimmy Arias       | 4:6, 6:3, 6:4, 6:2      |
| 14. | 19. Juli 1987     | Livingston (2)      | Hartplatz   | Christian Saceanu | 7:6, 6:3, 6:2           |

##### Challenger Tour
| Nr. | Jahr           | Turnier | Belag         | Finalgegner   | Ergebnis |
| --- | -------------- | ------- | ------------- | ------------- | -------- |
| 1.  | 6. August 1978 | Wall    | Hartplatz (i) | Matt Mitchell | 6:1, 7:6 |

#### Finalteilnahmen
| Nr. | Jahr               | Turnier           | Belag         | Finalgegner     | Ergebnis           |
| --- | ------------------ | ----------------- | ------------- | --------------- | ------------------ |
| 1.  | 24. September 1978 | Hartford          | Teppich (i)   | John McEnroe    | 2:6, 4:6           |
| 2.  | 21. Oktober 1979   | Basel             | Hartplatz (i) | Brian Gottfried | 5:7, 1:6, 6:4, 3:6 |
| 3.  | 23. März 1980      | Frankfurt         | Teppich (i)   | Stan Smith      | 6:2, 6:7, 2:6      |
| 4.  | 17. August 1980    | Stowe             | Hartplatz     | Bob Lutz        | 3:6, 1:6           |
| 5.  | 3. Mai 1981        | WCT Finals        | Teppich (i)   | John McEnroe    | 3:6, 1:6           |
| 6.  | 28. Februar 1982   | Monterrey         | Teppich (i)   | Jimmy Connors   | 2:6, 6:3, 3:6      |
| 7.  | 17. April 1983     | Los Angeles       | Hartplatz     | Gene Mayer      | 6:7, 1:6           |
| 8.  | 1. April 1984      | Boca Raton        | Hartplatz     | Jimmy Connors   | 5:7, 4:6           |
| 9.  | 16. Juni 1985      | Queen’s Club      | Rasen         | Boris Becker    | 2:6, 3:6           |
| 10. | 29. September 1985 | San Francisco (1) | Teppich (i)   | Stefan Edberg   | 4:6, 2:6           |
| 11. | 24. Juli 1988      | Schenectady       | Hartplatz     | Tim Mayotte     | 7:5, 3:6, 2:6      |
| 12. | 2. Oktober 1988    | San Francisco (2) | Teppich (i)   | Michael Chang   | 2:6, 3:6           |
| 13. | 19. Februar 1989   | Memphis           | Hartplatz (i) | Brad Gilbert    | 2:6, 2:6 aufgg.    |

### Doppel

#### Turniersiege
| Nr. | Jahr             | Turnier          | Belag       | Doppelpartner   | Finalgegner                   | Ergebnis                |
| --- | ---------------- | ---------------- | ----------- | --------------- | ----------------------------- | ----------------------- |
| 1.  | 3. Februar 1980  | Richmond         | Teppich (i) | Fritz Buehning  | Brian Gottfried Frew McMillan | 3:6, 6:3, 7:6           |
| 2.  | 16. August 1981  | Stowe            | Hartplatz   | Larry Stefanki  | Brian Gottfried Bob Lutz      | 2:6, 6:1, 6:2           |
| 3.  | 9. Mai 1982      | Forest Hills (1) | Sand        | Tracy Delatte   | Dick Stockton Erik van Dillen | 6:4, 3:6, 6:3           |
| 4.  | 15. August 1982  | Carlsbad         | Hartplatz   | Fritz Buehning  | Bob Lutz Raúl Ramírez         | 3:6, 7:6, 6:3           |
| 5.  | 8. Mai 1983      | Forest Hills (2) | Sand        | Tracy Delatte   | Kevin Curren Steve Denton     | 6:76, 7:5, 6:3          |
| 6.  | 7. April 1985    | Chicago          | Teppich (i) | Yannick Noah    | Ken Flach Robert Seguso       | 3:6, 4:6, 7:5, 6:1, 6:4 |
| 7.  | 28. Februar 1988 | Philadelphia     | Teppich (i) | Kelly Evernden  | Kevin Curren Danie Visser     | 7:6, 6:3                |
| 8.  | 17. April 1988   | Tokio            | Hartplatz   | John Fitzgerald | Steve Denton David Pate       | 6:4, 6:7, 6:4           |

#### Finalteilnahmen
| Nr. | Jahr             | Turnier       | Belag         | Doppelpartner   | Finalgegner                    | Ergebnis      |
| --- | ---------------- | ------------- | ------------- | --------------- | ------------------------------ | ------------- |
| 1.  | 19. Oktober 1980 | Sydney Indoor | Hartplatz (i) | Tim Gullikson   | Peter Fleming John McEnroe     | 6:4, 1:6, 2:6 |
| 2.  | 25. Januar 1981  | Monterrey     | Teppich (i)   | Russell Simpson | Kevin Curren Steve Denton      | 6:7, 3:6      |
| 3.  | 21. Juni 1981    | Bristol (1)   | Rasen         | John Austin     | Billy Martin Russell Simpson   | 3:6, 6:4, 4:6 |
| 4.  | 27. Februar 1983 | Delray Beach  | Sand          | Anand Amritraj  | Pavel Složil Tomáš Šmíd        | 6:7, 4:6      |
| 5.  | 1. Mai 1983      | Las Vegas     | Sand          | Tracy Delatte   | Kevin Curren Steve Denton      | 3:6, 5:7      |
| 6.  | 19. Juni 1983    | Bristol (2)   | Rasen         | Tom Gullikson   | John Alexander John Fitzgerald | 5:7, 4:6      |
| 7.  | 6. November 1983 | Stockholm     | Hartplatz (i) | Peter Fleming   | Anders Järryd Hans Simonsson   | 3:6, 4:6      |